# Comstar
Comstar è una famiglia di satelliti per telecomunicazioni statunitensi, lanciati fra il 1976 e il 1981. 
Nel 2002 uno dei satelliti è stato venduto alla Tongasat (operatore satellitare di Tonga) ed è stato rinominato Esiafi 1.

## Storia
Negli anni settanta la ditta statunitense Communication Satellite Corporation (COMSAT) commissionò due satelliti per telecomunicazioni alla Hughes Aircraft. I satelliti, che vennero denominati Comstar, furono lanciati da Cape Canaveral con razzi vettore Atlas e collocati in orbita geostazionaria, quindi furono affittati all'American Telephone and Telegraph Company (AT&T). Successivamente, la COMSAT commissionò alla Hughes altri due satelliti, che vennero lanciati da Cape Canaveral con vettori Atlas nel 1978 e nel 1981 ed affittati anch'essi alla AT&T.  
L'ultimo satellite, lanciato nel 1981 e conosciuto come Comstar 1D o Comstar 4, fu venduto nel 2001 alla ditta SSC Parallax e ribattezzato Parallax 1. Nell’aprile 2002 lo stesso satellite fu rivenduto alla Tongasat, operatore satellitare di Tonga autorizzato dall'Unione internazionale delle telecomunicazioni; dopo il cambio di proprietà il satellite fu ridenominato Esiafi 1.

### Cronologia dei lanci
- Comstar 1A (Comstar 1): lanciato il 13 maggio 1976
- Comstar 1B (Comstar 2): lanciato il 22 luglio 1976
- Comstar 1C (Comstar 3): lanciato il 29 giugno 1978
- Comstar 1D (Comstar 4, poi Parallax 1, poi Esiafi 1): lanciato il 21 febbraio 1981